# Loge-de-Guyon-Syndrom
Das Loge-de-Guyon-Syndrom ist eine Schädigung des Nervus ulnaris in der physiologischen Engstelle des Canalis ulnaris (Guyon-Loge) an der Kleinfingerseite (ulnar) der Hand. Sie geht mit Empfindungsstörungen und der Lähmung von Hand- und Fingermuskeln einher. 
Die häufigste Ursache ist ein Ganglion im Bereich der Guyon-Loge, gefolgt von berufs- oder sportbedingten langandauernden oder wiederholten Kompressionen, wie nach langem Radfahren oder bei wiederholtem Hämmern mit dem Kleinfingerballen (Hypothenar). Seltener kann auch ein Bruch des Hakenfortsatzes oder anderer benachbarter Knochen ursächlich sein, daneben existieren weitere extrem seltene Ursachen wie arterielle Aneurysmen, Thrombosen, Tumoren, anatomische Varianten u. a.
Benannt wurde die Engpass-Stelle nach dem Pariser Chirurgen und Urologen Felix Guyon.

## Klinik

Typischerweise kommt es durch längeren äußeren Druck, beispielsweise durch Krücken (Krückenlähmung) oder die Lenkergriffe auf tagelangen Rad- oder Motorradtouren (Fahrradlähmung) zu einer Schädigung des Endastes des Nervus ulnaris. Durch die Fixierung in der Loge de Guyon kann dieser der Bedrängung nicht ausweichen. Erste Symptome einer Läsion sind kribbelnde Missempfindungen (Parästhesien) des kleinen Fingers und des Ringfingers (hier nur die ulnare {die dem Kleinfinger zugewandte} Beugeseite der Hand). Zum voll ausgeprägten Krankheitsbild gehört ferner eine muskuläre Schwäche (Parese) für die Fingerspreizung und für das Zusammenführen der Finger (Musculi interossei).
Je nach Höhe der Nervenkompression im Bereich der Guyon-Loge werden nach Gross und Gelbermann drei Arten abgegrenzt:
- Typ I mit Schädigung der sensiblen und der motorischen Anteile und entsprechender Schädigung im proximalen Bereich der Loge vor Auftrennung des Nerven in seine beiden Äste.

- Typ II mit rein motorischen Ausfällen der Handbinnenmuskulatur und entsprechender Schädigung des tiefen Astes (Ramus profundus) distal der Nervenaufzweigung.

- Typ III mit sensiblen Störungen und einer Lähmung des Musculus palmaris brevis durch Schädigung des oberflächlichen Astes (Ramus superficialis).

## Diagnose
Für den Nachweis eines Loge-de-Guyon-Syndroms muss die isolierte Schädigung des Endastes des Nervus ulnaris (Ramus profundus nervi ulnaris), der bogenförmig in der Hohlhand Richtung Daumenballen verläuft, nachgewiesen werden. Der Nachweis erfolgt elektrophysiologisch. Dazu wird mittels Elektroneurografie die Überleitungszeit zwischen einem Reizpunkt des Nervus ulnaris unmittelbar oberhalb des Handgelenks und der elektrisch gemessenen Muskelkontraktion in einem vom Ramus superficialis versorgten Muskel (Kleinfingerballenmuskel = Musculus abductor digiti minimi) im Vergleich zu einem vom Ramus profundus versorgten Muskel (erster Zwischenknochenmuskel = Musculus interosseus dorsalis primus) gemessen. Wenn letztere Zeit absolut und/oder im Seitenvergleich verlängert ist, ist die Schädigung belegt.

## Differentialdiagnose
- Karpaltunnelsyndrom
- Ulnarisrinnensyndrom

## Therapie
Liegt die Ursache in einer Druckbelastung von außen, wie bei Radfahrern, genügt in der Regel die Beseitigung des schädigenden Reizes. Der Nerv erholt sich dann meist spontan (was einige Wochen dauern kann), da seine Kontinuität nicht unterbrochen ist (es liegt also eine Neurapraxie oder höchstens eine Axonotmesis vor). Eine chirurgische Dekompression ist nur selten bei einer äußeren Ursache notwendig, jedoch fast immer erforderlich, wenn die Kompression durch ein Ganglion oder eine andere anatomische Einengung (innere Ursache) bedingt ist.

## Prävention
Die Wahl eines Rennrad-Lenkers, der das Umgreifen in verschiedene Handpositionen zulässt, und die Verwendung gepolsterter Handschuhe reduzieren die mechanische Druckwirkung. In der Regel sind diese Maßnahmen zur Vorbeugung ausreichend.